# Amagá
Amagá es un municipio de la República de Colombia, situado en la subregión Suroeste del departamento de Antioquia. Limita al norte con al municipio de Angelópolis, al sur con los municipios de Fredonia y Venecia, al oriente con el municipio de Caldas y al occidente con el municipio de Titiribí. Su cabecera municipal está a 36 km de Medellín.

## Toponimia
Por tradición oral, se sugiere que el término “Amagá” se origina en el lenguaje de los indígenas clitos. Si esto fuese cierto, la palabra “Amagá”  significaría algo parecido a la mezcla de los vocablos catíos “ama” (sardina) y “ká” (parecido a), los cuales al fusionarse significarían “parecido a la sardina” y, entonces, la mezcla de ambas palabras resultaría en “amaká”, que con el tiempo se habría convertido en “Amagá”.
Pero otra versión asegura que “Amagá” es un término nacido de la antigua palabra “Omogá”, tal como se denominaba un caserío circundante de los indígenas Nutabes, etnia que también poblaba la región. Este caserío “Omogá”, durante la conquista, fue denominado por los españoles “Valle de las Peras”. Muy a propósito, esta manera de llamar “peras” a los aguacates se debió quizá a que los españoles, no conociendo el aguacate, inicialmente lo asimilaron a la pera dada su forma geométrica similar.

## Historia
El territorio de Amagá estuvo habitado originalmente por los indígenas Omogaes y Sinifanáes. El primer conquistador español en llegar fue Álvaro de Mendoza, subalterno de Jorge Robledo. Los españoles denominaron esta comarca con el mote de Pueblo de las Peras, pues fue allí donde los ibéricos conocieron el aguacate, el cual se les parecía a las peras que ya conocían en España.
Al referirse a esta ciudad escribe el doctor Manuel Uribe Ángel: “Nos parece, y lo creemos con fundamento, que la cabecera del distrito de Amagá está hoy en el mismo valle en que estuvo un pueblo de indígenas llamado por los conquistadores El Valle de las Peras.
No ocurrió nada allí que pueda considerarse de interés histórico hasta el año de 1788. Este año, el 14 de julio, un caballero de nombre Miguel Pérez de la Calle, oriundo de Medellín, solicitó al oidor visitador don Antonio Mon y Velarde que decretase la fundación de un pueblo en el paraje llamado Amagá, debido a que allí residían multitud de ciudadanos y familias que lo habitaban con mucho entusiasmo constructor.
El Visitador Mon y Velarde accedió a la petición, y en decreto expedido el 4 de agosto de 1788 promulgó la fundación, a la cual ordenó que se llamase “San Fernando de Borbón”, en memoria del serenísimo infante de España hijo del entonces príncipe de Asturias. Pasó un largo tiempo hasta 1807 cuando, el 21 de febrero se erigió oficialmente la parroquia como tal.
En 1812 la población alcanza la categoría de distrito dependiendo de Santa Fe de Antioquia, la capital departamental en ese entonces.
Posteriormente, el 15 de diciembre de 1851, Amagá fue elevada a la categoría de Cantón, el cual comprendería además de Amagá a las poblaciones de La Estrella, Heliconia, Fredonia, Itagüí, Caramanta y Titiribí.
Por 1906 se expande la industria, tradicionalmente cafetera, hacia la metalúrgica y la ferrería.
La atractiva localización de Amagá ocasionó inmigraciones bastante masivas desde Medellín que querían localizarse allí (así como en otras regiones del suroeste de Antioquia). Descuajaron los montes y construyeron haciendas al tiempo que fundaron muchísimos caseríos.
Afirma este respecto el historiador Uribe Ángel: “Desde remotísimo tiempo existía en aquel punto (Amagá), una población pequeña formada a expensas de los habitantes del valle de Medellín, y creadora ella misma sucesivamente de los caseríos que debían formar la base de Titiribí y Fredonia".

## Generalidades
- Fundación: 1788
- Erección en municipio: 1812
- Fundadores: Miguel e Ignacio Pérez De la Calle
- Apelativo: Tierra de mineros, Puerta de oro del suroeste antioqueño

Porqué recibió su nombre: por los primeros originarios llamados Omogaes
Qué otros nombres ha tenido: Valle de las Peras, San Fernando Rey de Borbón
Como accidentes geográficos se destacan El Morro de la Paila, el Alto Piedrapelona, Alto La Paja, La Mani y El Cedro, y el lugar que sirve de guía a la aviación, el Cerro de las Tres Tetas.

## División Político-Administrativa
Aparte de su Cabecera municipal. Amagá tiene bajo su jurisdicción los siguientes Centros poblados:
- Camilo C o Camilocé
- La Clarita
- La Ferreira
- La Gualí
- Minas
- Piedecuesta
- Maní de las Casas

## Geografía física

### Ubicación
| Noroeste: Titiribí | Norte: Angelópolis     | Noreste: Caldas  |
| Oeste: Titiribí    |                        | Este: Caldas     |
| Suroeste Fredonia  | Sur: Fredonia, Venecia | Sureste: Venecia |

### Clima
| Parámetros climáticos promedio de Amagá | Parámetros climáticos promedio de Amagá | Parámetros climáticos promedio de Amagá | Parámetros climáticos promedio de Amagá | Parámetros climáticos promedio de Amagá | Parámetros climáticos promedio de Amagá | Parámetros climáticos promedio de Amagá | Parámetros climáticos promedio de Amagá | Parámetros climáticos promedio de Amagá | Parámetros climáticos promedio de Amagá | Parámetros climáticos promedio de Amagá | Parámetros climáticos promedio de Amagá | Parámetros climáticos promedio de Amagá | Parámetros climáticos promedio de Amagá |
| Mes                                     | Ene.                                    | Feb.                                    | Mar.                                    | Abr.                                    | May.                                    | Jun.                                    | Jul.                                    | Ago.                                    | Sep.                                    | Oct.                                    | Nov.                                    | Dic.                                    | Anual                                   |
| --------------------------------------- | --------------------------------------- | --------------------------------------- | --------------------------------------- | --------------------------------------- | --------------------------------------- | --------------------------------------- | --------------------------------------- | --------------------------------------- | --------------------------------------- | --------------------------------------- | --------------------------------------- | --------------------------------------- | --------------------------------------- |
| Temp. máx. media (°C)                   | 27.7                                    | 28.2                                    | 28.8                                    | 28.3                                    | 27.6                                    | 27.6                                    | 28.3                                    | 27.9                                    | 27.3                                    | 26.7                                    | 26.5                                    | 26.6                                    | 27.6                                    |
| Temp. media (°C)                        | 21.7                                    | 22.2                                    | 22.9                                    | 22.8                                    | 22.4                                    | 22.1                                    | 22.3                                    | 22.1                                    | 21.6                                    | 21.5                                    | 21.4                                    | 21.2                                    | 22                                      |
| Temp. mín. media (°C)                   | 15.8                                    | 16.2                                    | 17.0                                    | 17.3                                    | 17.3                                    | 16.6                                    | 16.4                                    | 16.3                                    | 16.0                                    | 16.3                                    | 16.3                                    | 15.9                                    | 16.5                                    |
| Precipitación total (mm)                | 76                                      | 92                                      | 130                                     | 215                                     | 273                                     | 202                                     | 169                                     | 206                                     | 212                                     | 276                                     | 221                                     | 115                                     | 2187                                    |
| Fuente: climate-data.org                |                                         |                                         |                                         |                                         |                                         |                                         |                                         |                                         |                                         |                                         |                                         |                                         |                                         |

## Demografía
Población Total: 30 227 hab. (2018)
- Población Urbana: 14 184
- Población Rural: 16 043

Alfabetismo: 87.9% (2005)
- Zona urbana: 91.0%
- Zona rural: 84.4%

### Etnografía
Según las cifras presentadas por el DANE del censo 2005, la composición etnográfica del municipio es: 
- Mestizos & Blancos (99,7%)
- Afrocolombianos (0,3%)

## Transporte público
- Buses: El municipio de Amagá cuenta con un sistema de buses intermunicipales que conectan al municipio con Medellín, y además ofrecen servicios con destino al municipio de Caldas. También cuenta con algunos vehículos que son enviados a las veredas y a los corregimientos de Camilocé, La Clarita y Minas, para conectarlos con el centro del municipio.

## Economía
Tradicionalmente las principales industrias del municipio han sido el carbón y la agricultura. 
Dentro de esta última se destaca, como en toda la región circundante, el cultivo de café. Le siguieron en importancia, desde los inicios de esta comunidad, el tabaco y la caña de azúcar. Se destacan también el plátano, el tomate, la yuca y las frutas.
Los amagaseños viven también de los yacimientos carboníferos naturales del distrito. El distrito explota este recurso para la generación de energía con la construcción de la empresa carboeléctrica Amagá-Sinifaná.
En su patrimonio cultural industrial, Amagá no olvida que estableció una de las primeras empresas siderúrgicas de Colombia. Tras muchas dificultades debido a la falta de tecnología adecuada, los amagaseños han logrado que esta industria de la ferrería sobreviva en su distrito por muchos años.
En su producción pecuaria se han sostenido el ganado caballar y mular, el porcino y el vacuno.

## Fiestas
- Fiestas del Carbón en el mes diciembre
- Festivales de Música de carrilera, de la Danza y de Música guasca.
- Fiestas patronales de San Fernando Rey.

## Sitios de interés
- Los túneles del Ferrocarril

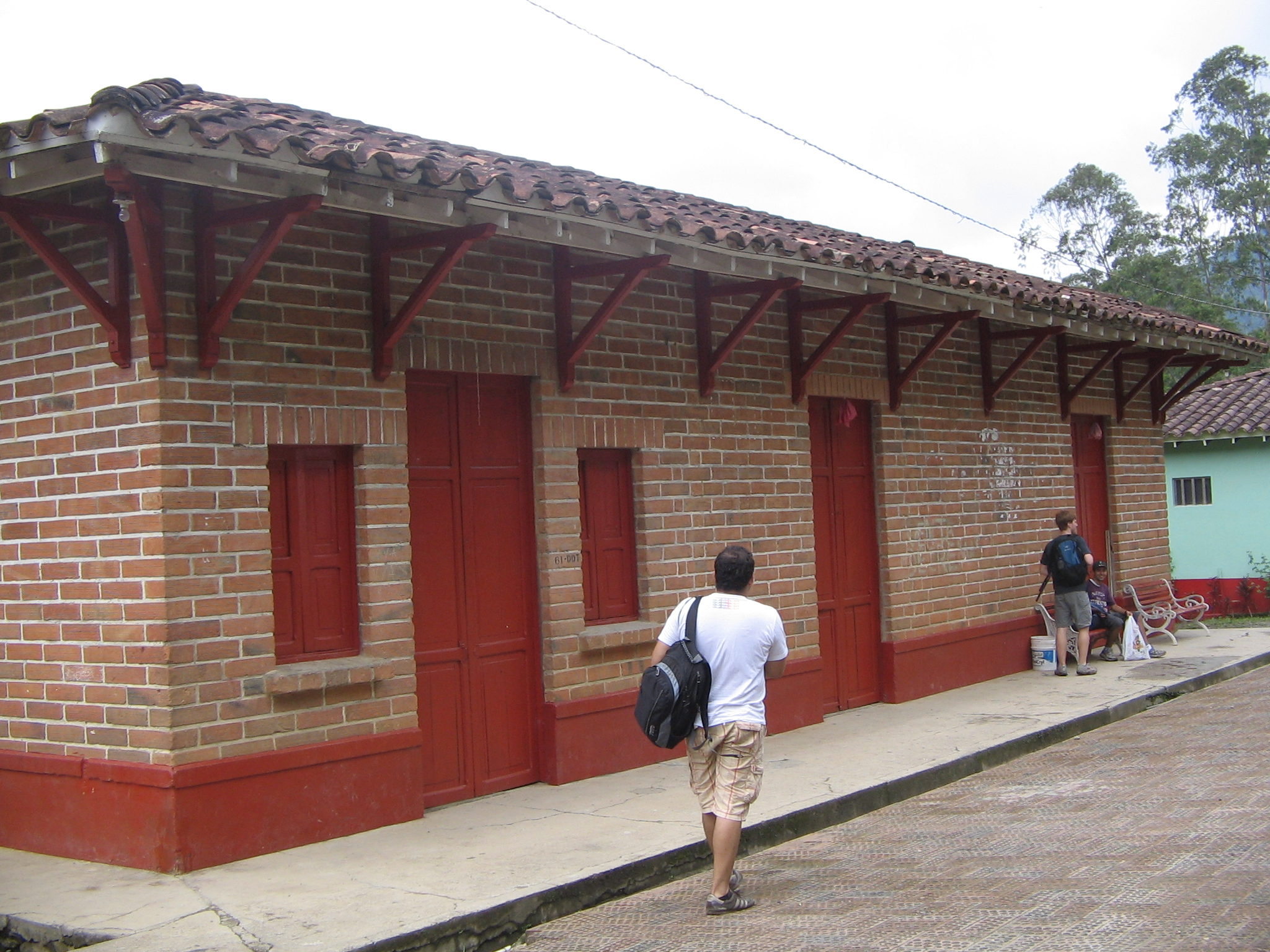
Antigua estación del ferrocarril.

- Viaducto en la vereda La Delgadita
- Cascada El Salto, a 30 minutos de la cabecera municipal
- Las Ruinas de La Ferrería, ubicadas en la vereda del mismo nombre, monumento nacional
- Las Estaciones del Ferrocarril Nicanor Restrepo, Minas, Piedecuesta, Camilocé y San Julián
- Puente rústico de guadua sobre la quebrada Amagá
- Iglesia parroquial de San Fernando Rey
- Los trapiches, especialmente el Trapiche de la Familia Ángel en La Ferrería
- El Jardín Botánico ubicado en Minas En la residencia de la familia Sampedro Moncada
- Casa donde nació el expresidente Belisario Betancur, monumento nacional
- Las Zonas húmedas del viaducto y la zona urbana